# Teleac, Mureș
Teleac (în maghiară Marostelek, colocvial Telek) este un sat în comuna Gornești din județul Mureș, Transilvania, România. Este situat la ca. 23km. de Reghin.

## Istoric
Satul Teleac este atestat documentar din anul 1381.

## Personalități
- Alexandru Todea (1912-2002), cardinal

## Imagini

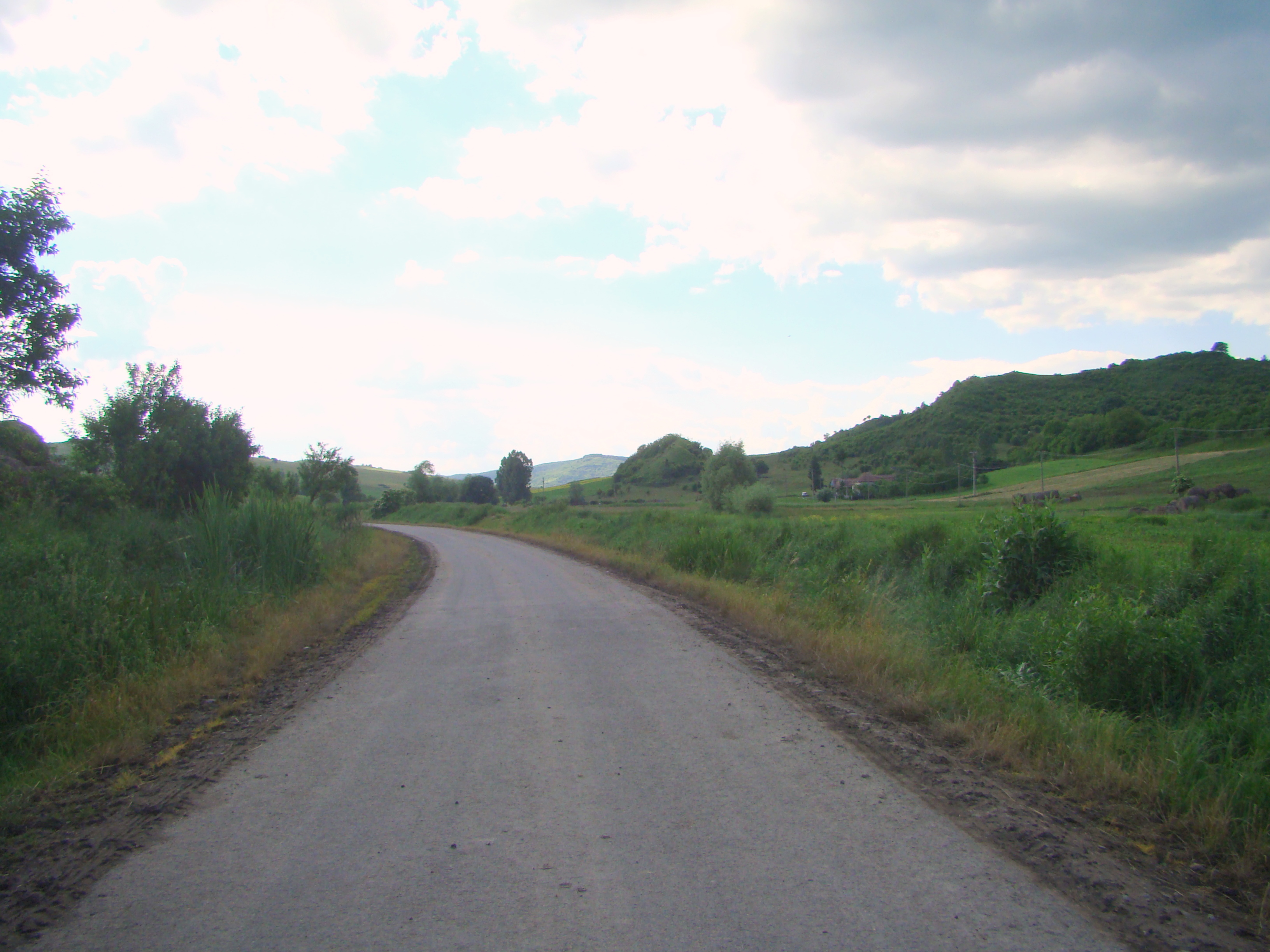
Drumul Periș-Teleac
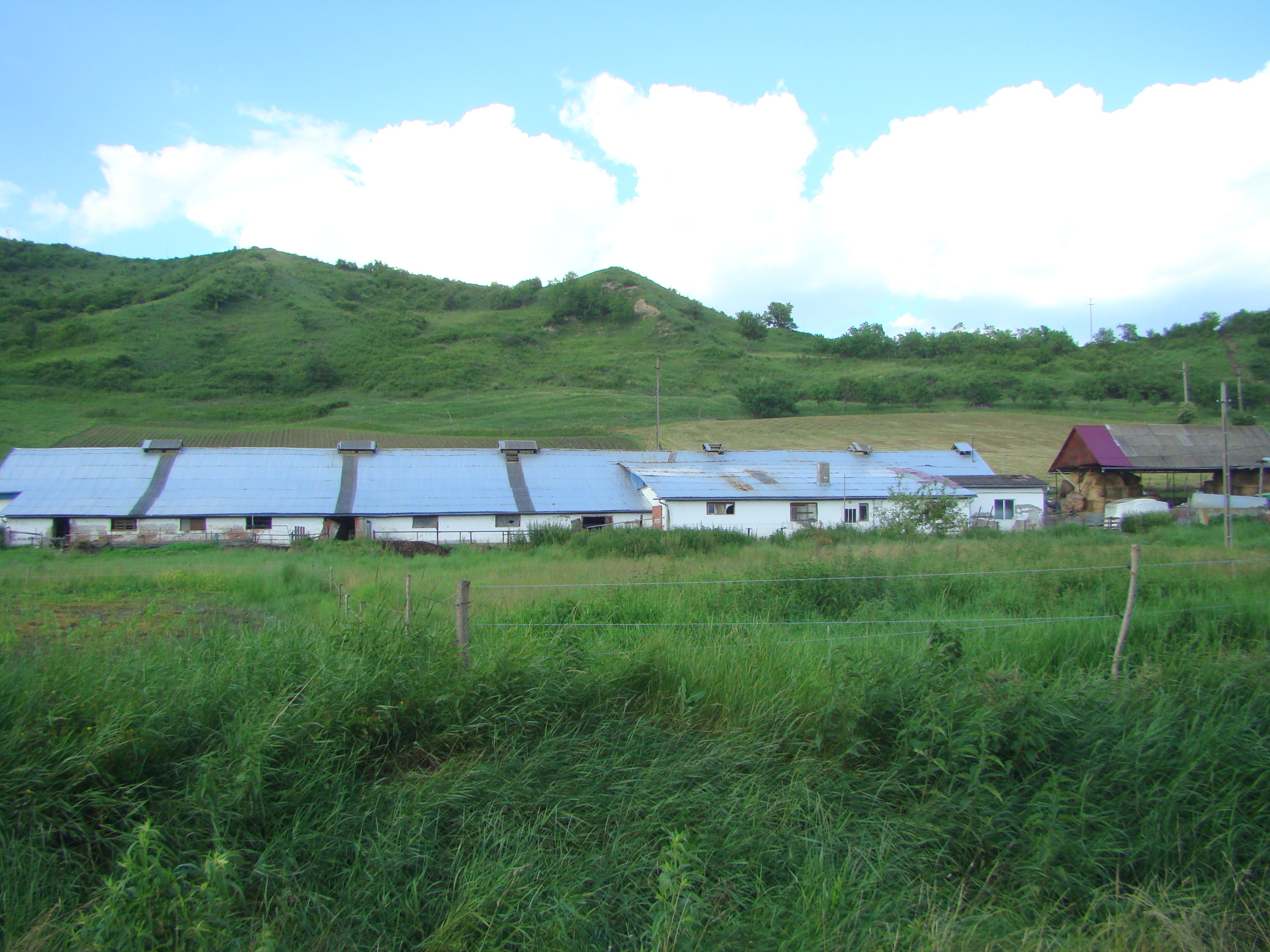
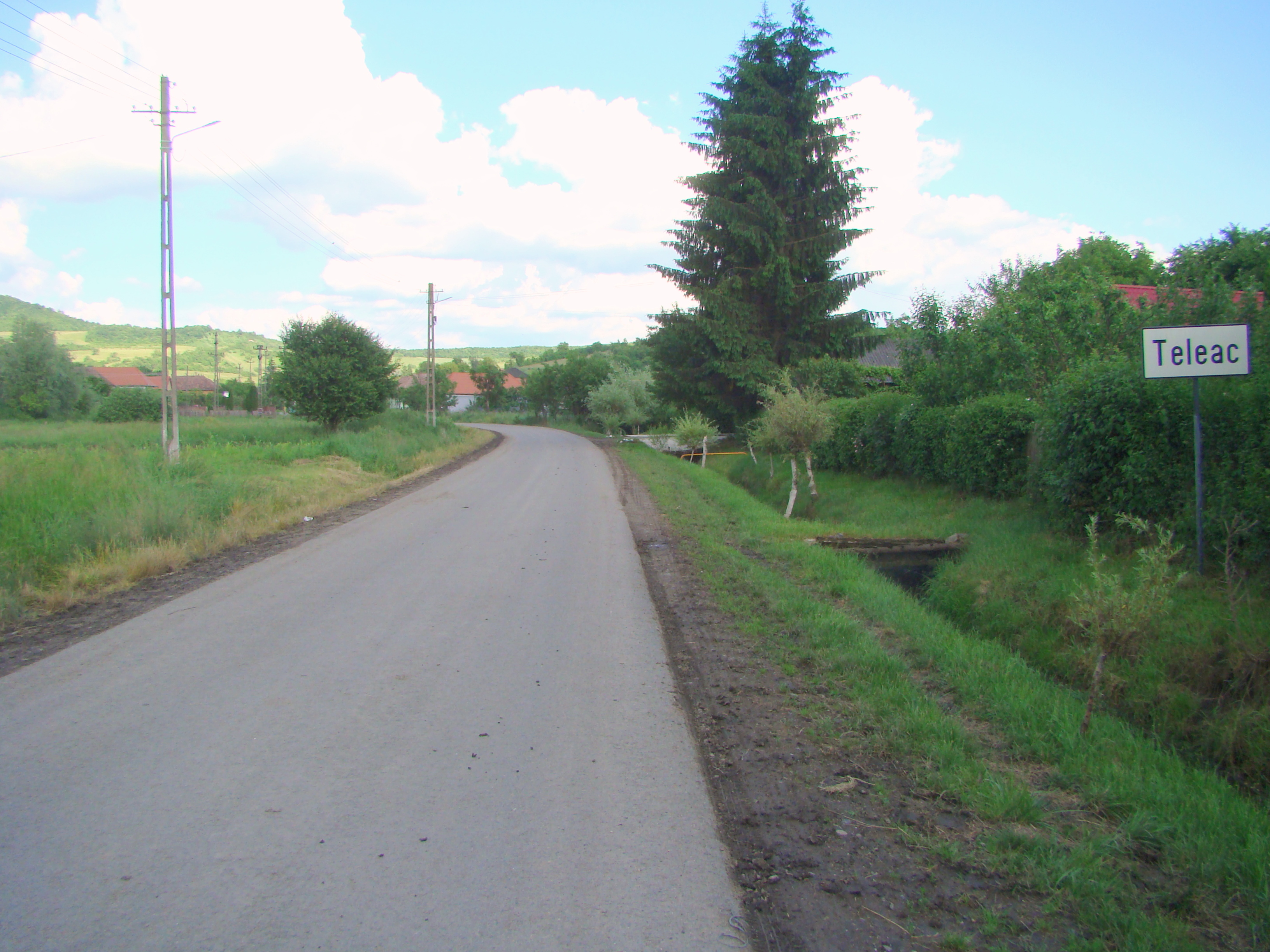
Intrarea în localitate
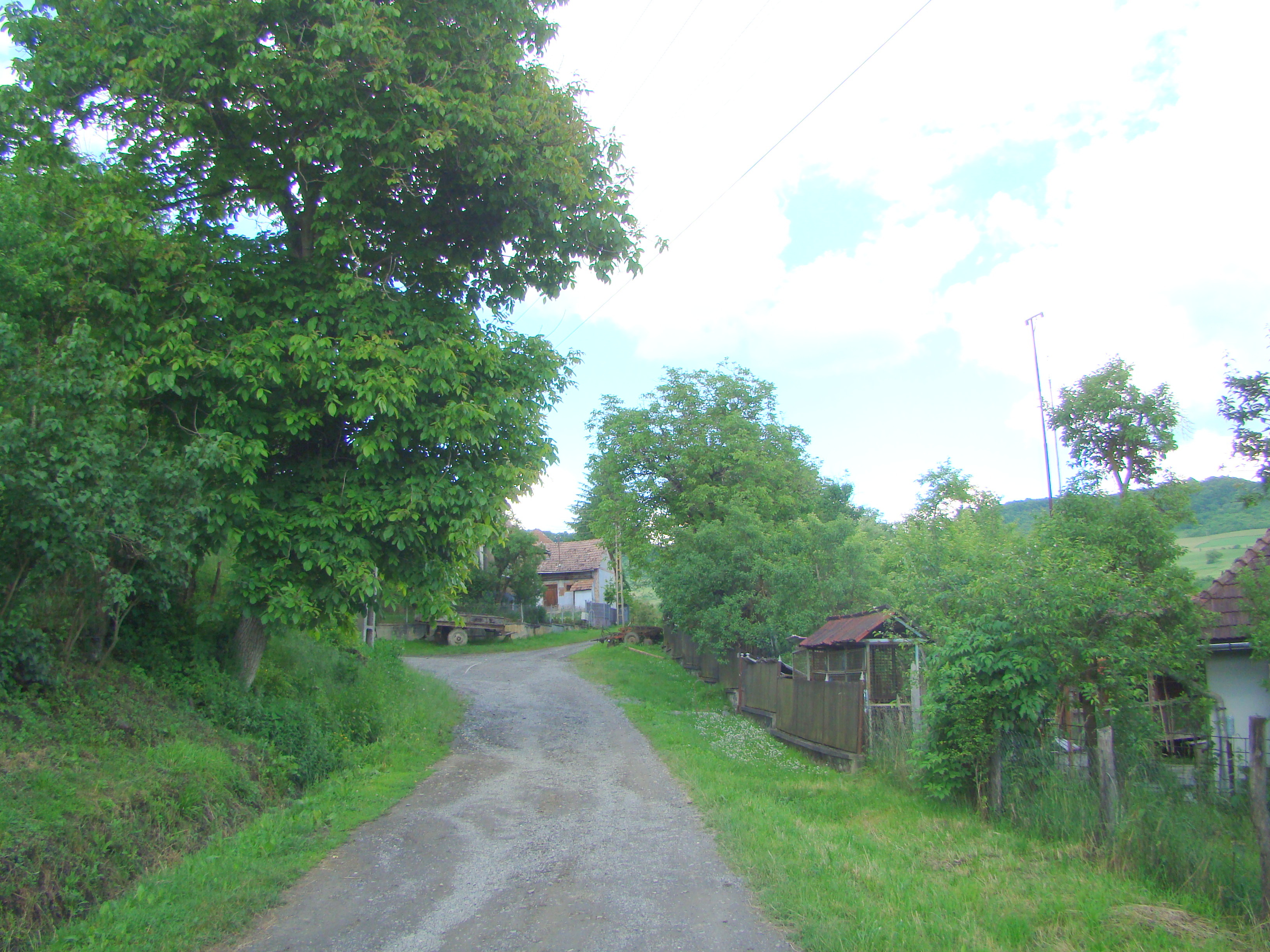
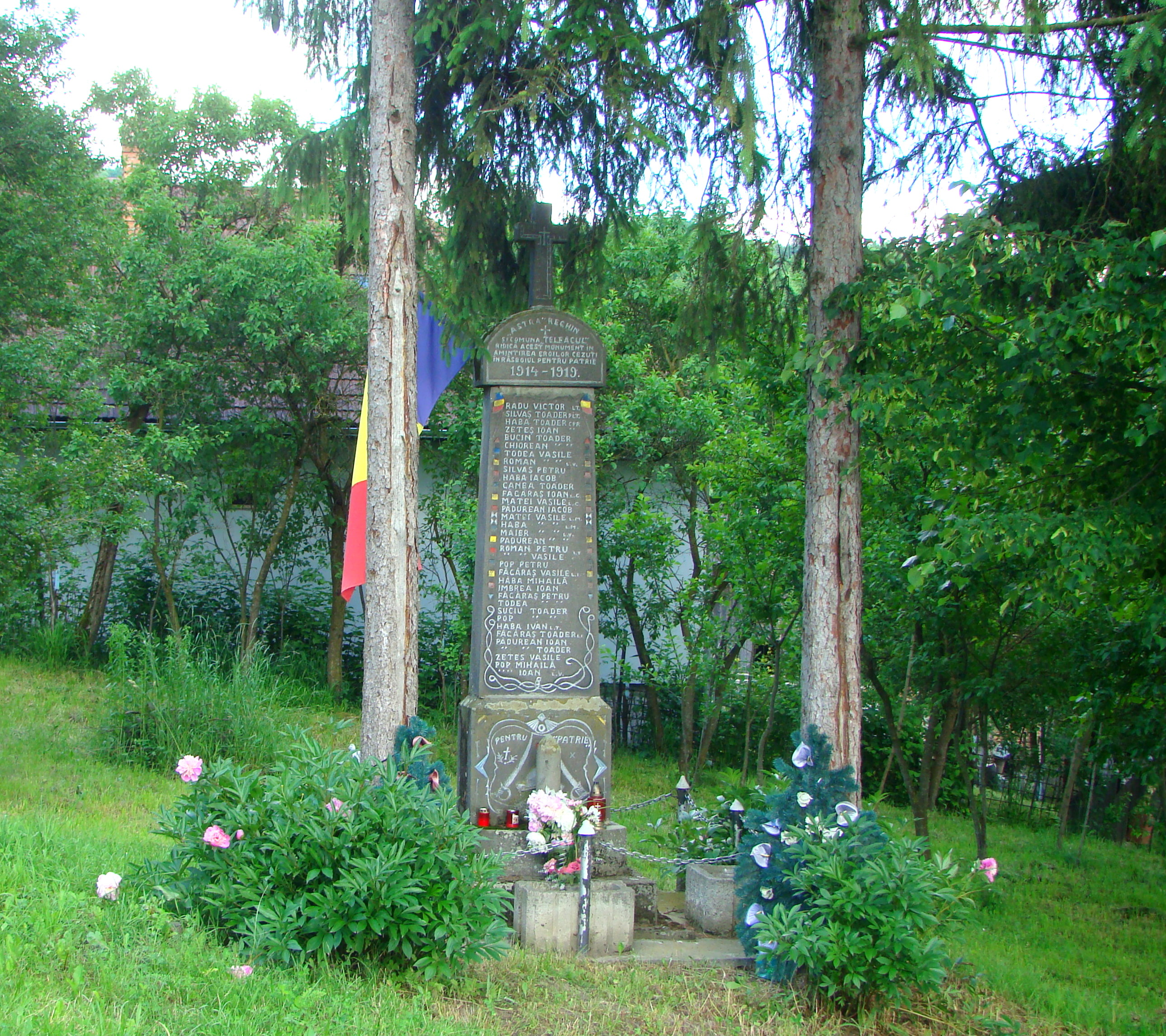
Monumentul eroilor
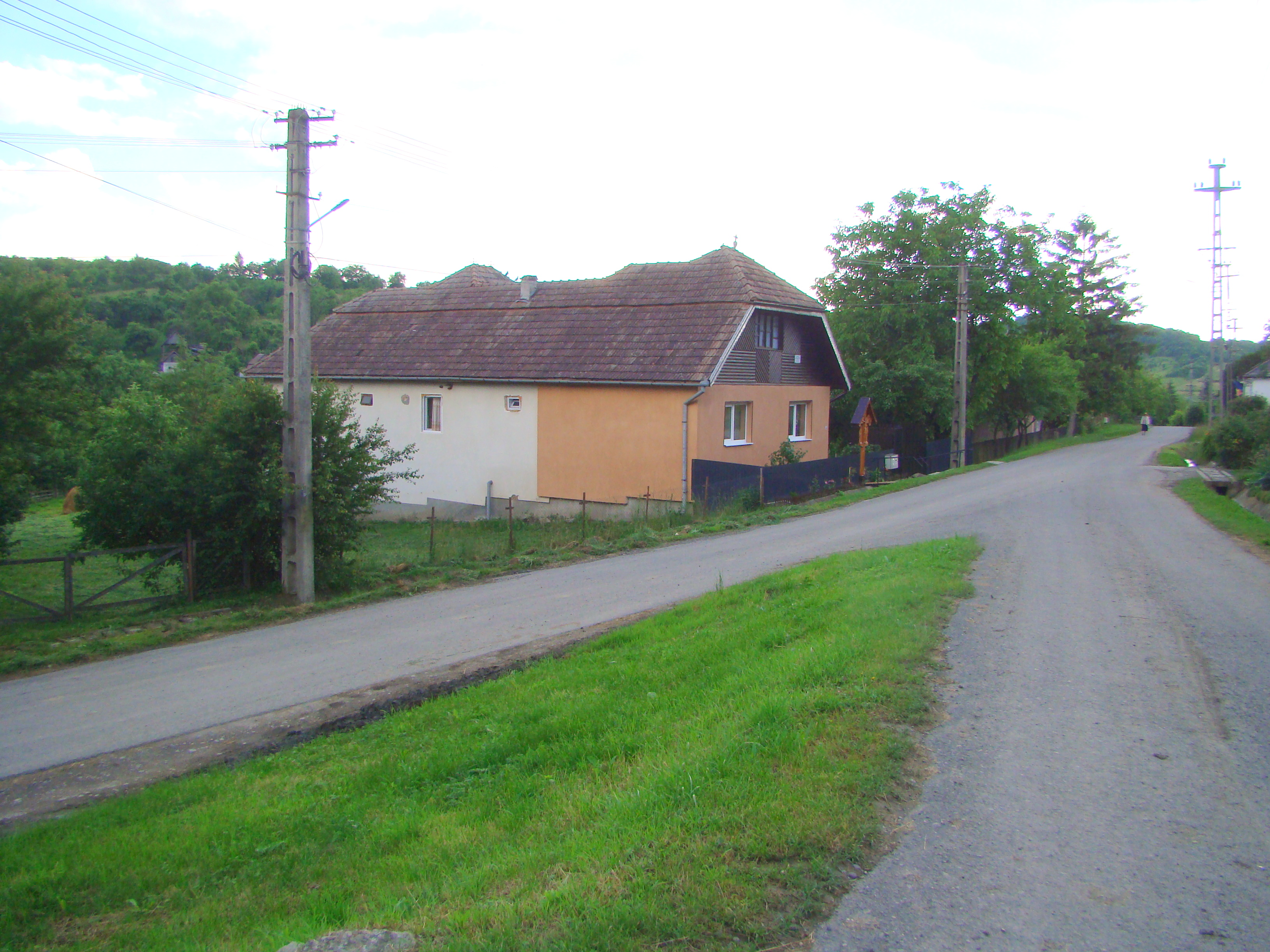
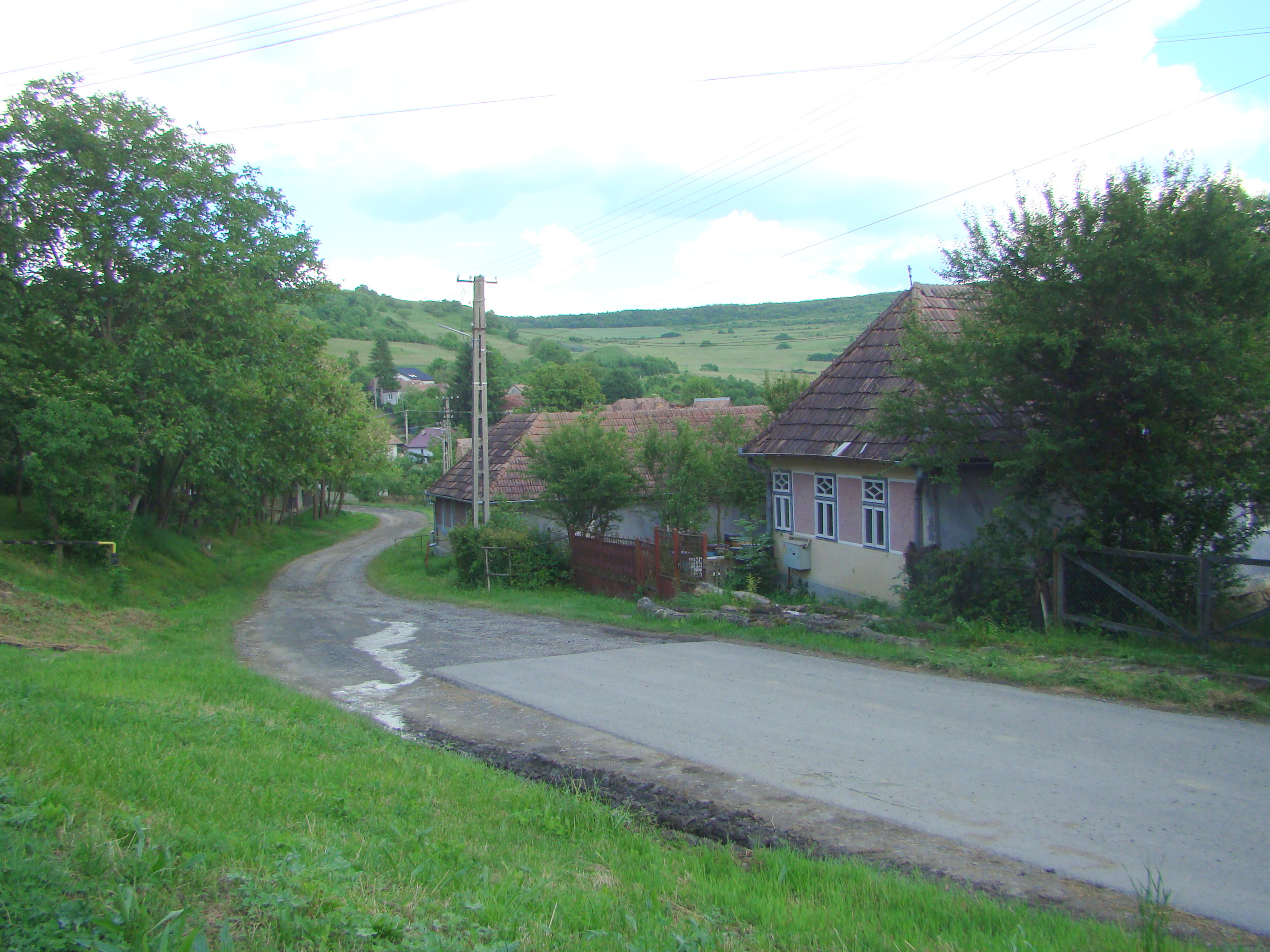
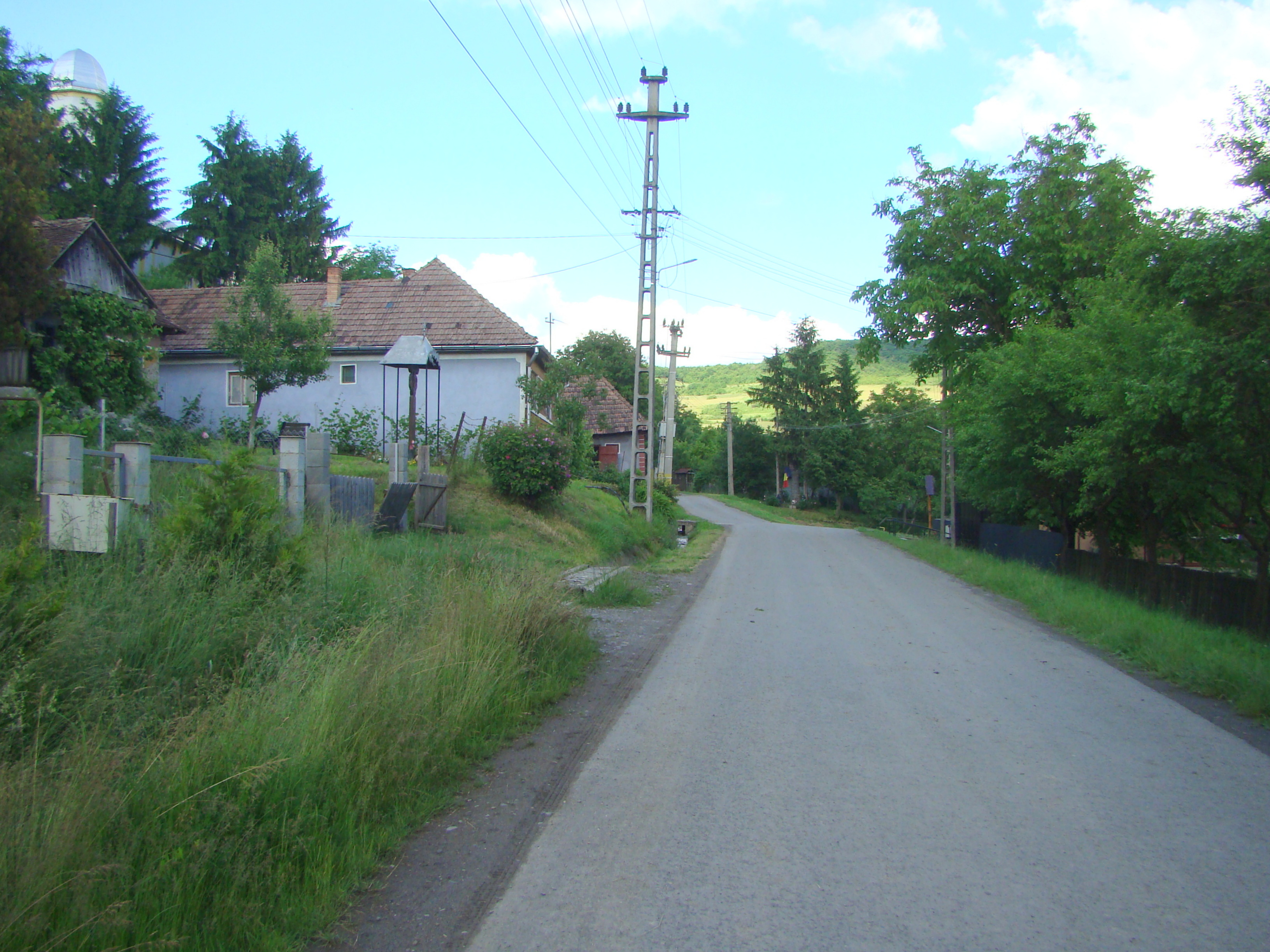
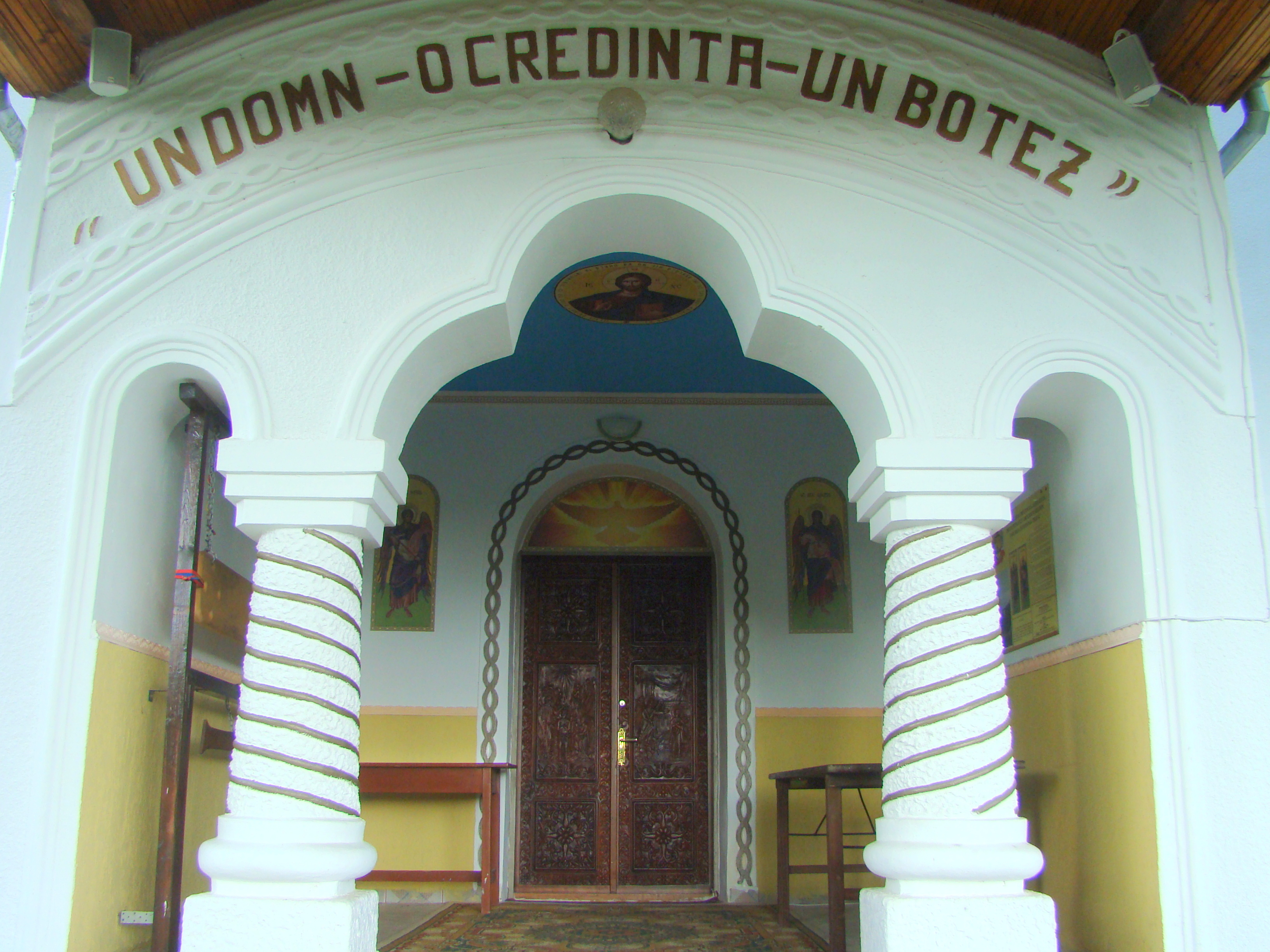
Pridvorul bisericii
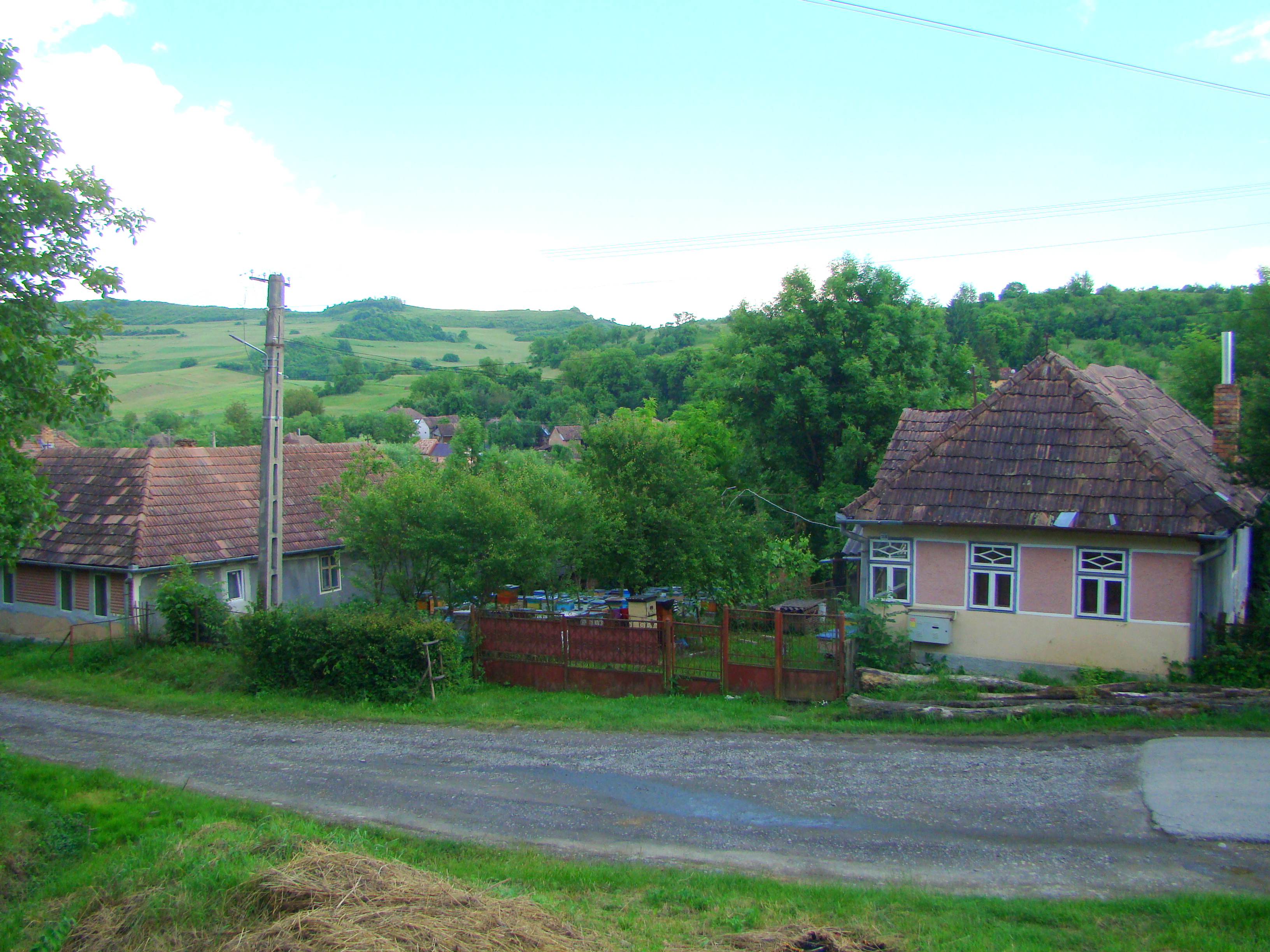
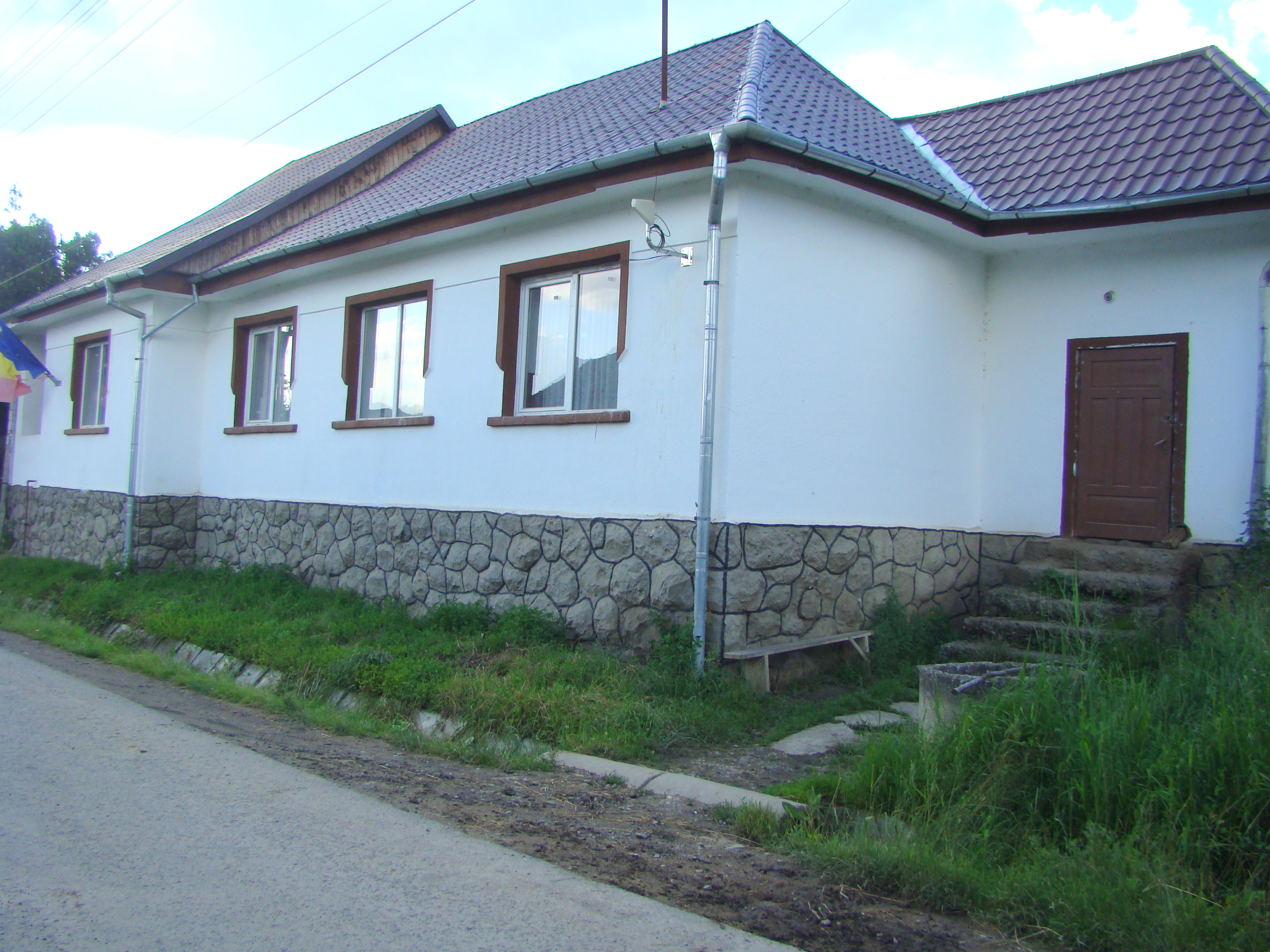
Căminul cultural
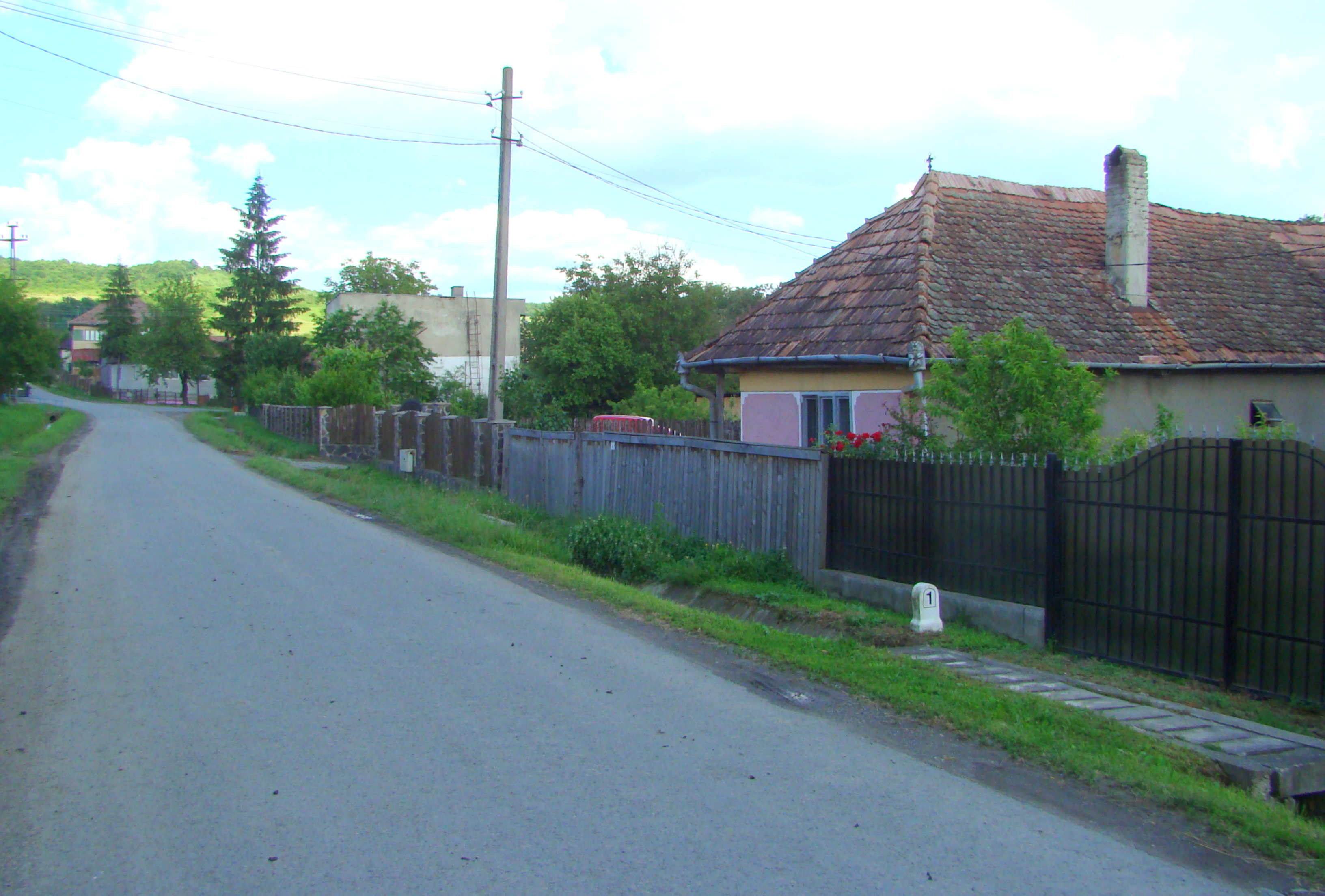